# Кушва
Кушва (рус. Кушва) град је у Русији, на Уралу, близу Јекатеринбурга.
То је био рударски градић, основан 1735. године на планини Благодат. У почетку становници су се бавили истраживањем а потом и ископавањем наслага руде гвожђа. Досегао је градски статус 1926. и променио је име од дотадашњег Кушвински Завод (дословно: Кушвински погон) у данашњи назив.
Град данас стагнира, а број становника му опада, јер је већи део некадашње индустрије утемељене на рударству затворен.
Један кратер на Марсу је именован је по овом граду.

## Становништво
Према прелиминарним подацима са пописа, у граду је 2010. живело становника, (%) више него 2002.
| 1939.  | 1959.  | 1970.  | 1979.  | 1989.  | 2002.  | 2010.  |
| ------ | ------ | ------ | ------ | ------ | ------ | ------ |
| 24.851 | 46.150 | 43.840 | 43.259 | 43.096 | 35.555 | 33.215 |